# Jennifer Mundel
Jennifer Mundel (Rustenburg, 20 januari 1962) is een voormalig tennisspeelster uit Zuid-Afrika. Mundel speelt linkshandig. Zij was actief in het internationale tennis van 1981 tot en met 1990. Vanaf november 1987 speelde zij alleen nog maar op het Virginia Slims of Indianapolis. Zij is gehuwd met D. Reinbold.

## Loopbaan
In het enkelspel bereikte Mundel de kwartfinale van Wimbledon in 1983 – drie jaar later bereikte zij, met Molly Van Nostrand, op Wimbledon 1986 de kwartfinale van het vrouwendubbelspeltoernooi. Samen met de Brit Jeremy Dier nam zij deel aan het gemengd dubbelspel op Wimbledon 1984.
In 1983 won Mundel het WTA-toernooi van Bakersfield. In de periode 1982–1985 bereikte zij driemaal een WTA-dubbelspelfinale, steeds met een andere partner.
Na haar tenniscarrière werd Mundel tennislerares in Indianapolis.

## Resultaten grandslamtoernooien
| Legenda | Legenda                          |
| ------- | -------------------------------- |
| g.t.    | geen toernooi gehouden           |
| l.c.    | lagere categorie                 |
| –       | niet deelgenomen                 |
| G       | uitgeschakeld in de groepsfase   |
| 1R      | uitgeschakeld in de eerste ronde |
| 2R      | uitgeschakeld in de tweede ronde |
| 3R      | uitgeschakeld in de derde ronde  |
| 4R      | uitgeschakeld in de vierde ronde |
| KF      | uitgeschakeld in de kwartfinale  |
| HF      | uitgeschakeld in de halve finale |
| F       | de finale verloren               |
| W       | het toernooi gewonnen            |
| w-v     | winst/verlies-balans             |

### Enkelspel
| toernooi        | 1981 | 1982 | 1983 | 1984 | 1985 | 1986 | 1987 |
| --------------- | ---- | ---- | ---- | ---- | ---- | ---- | ---- |
| Australian Open | –    | 2R   | 2R   | –    | –    | g.t. | 3R   |
| Roland Garros   | –    | –    | 1R   | 1R   | 2R   | 1R   | 1R   |
| Wimbledon       | 1R   | –    | KF   | 1R   | –    | 2R   | –    |
| US Open         | 2R   | 3R   | 1R   | 3R   | 1R   | 1R   | –    |

### Vrouwendubbelspel
| toernooi        | 1981 | 1982 | 1983 | 1984 | 1985 | 1986 | 1987 |
| --------------- | ---- | ---- | ---- | ---- | ---- | ---- | ---- |
| Australian Open | –    | 1R   | 2R   | 2R   | –    | g.t. | 2R   |
| Roland Garros   | 1R   | 2R   | 1R   | 2R   | 3R   | 1R   | 3R   |
| Wimbledon       | 2R   | 1R   | 1R   | 1R   | 2R   | KF   | –    |
| US Open         | 1R   | 1R   | 1R   | 1R   | 1R   | 1R   | –    |

### Gemengd dubbelspel
| toernooi        | 1984 |
| --------------- | ---- |
| Australian Open | g.t. |
| Roland Garros   | –    |
| Wimbledon       | 1R   |
| US Open         | –    |

## Palmares

### WTA-finaleplaatsen enkelspel
| nr.              | finale     | toernooi        | ondergrond | tegenstandster   | score    |       |
| ---------------- | ---------- | --------------- | ---------- | ---------------- | -------- | ----- |
| gewonnen finales |            |                 |            |                  |          |       |
| 1.               | 1983-10-02 | WTA Bakersfield | hardcourt  | Julie Harrington | 6-4, 6-1 | [ 4 ] |
| verloren finales |            |                 |            |                  |          |       |
| geen             |            |                 |            |                  |          |       |

### WTA-finaleplaatsen vrouwendubbelspel
| nr.              | finale     | toernooi         | ondergrond | partner             | tegenstandsters                 | score         |       |
| ---------------- | ---------- | ---------------- | ---------- | ------------------- | ------------------------------- | ------------- | ----- |
| gewonnen finales |            |                  |            |                     |                                 |               |       |
| geen             |            |                  |            |                     |                                 |               |       |
| verloren finales |            |                  |            |                     |                                 |               |       |
| 1.               | 1982-11-06 | WTA Hongkong     | gravel     | Yvonne Vermaak      | Laura duPont Alycia Moulton     | 2-6, 6-4, 5-7 | [ 5 ] |
| 2.               | 1984-09-30 | WTA Richmond     | hardcourt  | Felicia Raschiatore | Elizabeth Minter JoAnne Russell | 4-6, 6-3, 6-7 | [ 6 ] |
| 3.               | 1985-03-10 | WTA Indianapolis | tapijt (i) | Molly Van Nostrand  | Elise Burgin Kathleen Horvath   | 4-6, 1-6      | [ 7 ] |